# Nowy Dwór (wieś w powiecie działdowskim)
Nowy Dwór – wieś w Polsce położona w województwie warmińsko-mazurskim, w powiecie działdowskim, w gminie Lidzbark.
Wieś jest oddalona od Lidzbarka o 8 km. Wieś o charakterze  rolniczym.

## Historia
Wieś została założona w XIV wieku. W czasach krzyżackich miejscowość nazywana była Neuhoff. Taką samą nazwę wieś miała także w czasie zaborów i podczas okupacji niemieckiej. Na mocy przywileju wielkiego mistrza Michała Kuchmeistera von Stemberga z 1414 roku parafia w Lidzbarku otrzymała z Nowego Dworu czynsz i włóki ziemi. Podczas zaborów wieś znajdowała się pod pruskim panowaniem. Z tego okresu we wsi zachowało się kilka XIX wiecznych zabudowań gospodarczych. Od 1886 roku w miejscowości funkcjonowała nieistniejąca już dzisiaj szkoła. Na mocy postanowień traktatu wersalskiego miejscowość 18 stycznia 1920 roku powróciła do Polski. W latach 1975–1998 miejscowość należała administracyjnie do województwa ciechanowskiego, zaś obecnie w wyniku reformy administracyjnej od 1 stycznia 1999 roku miejscowość znajduje się w województwie warmińsko-mazurskim.
Częścią wsi było Wybudowanie Nowodworskie, nazwę zniesiono z 2023 r.